# Kinmel Bay and Towyn
Kinmel Bay and Towyn (en anglais) ou Bae Cinmel a Tywyn (en gallois) est une communauté du borough de comté de Conwy, au pays de Galles.
Comme son nom l'indique, elle se compose des stations balnéaires de Kinmel Bay (en) et Towyn (en). Elle est située dans le nord-est du borough de comté, sur le littoral de la mer d'Irlande, à la frontière du Denbighshire dont elle est séparée par l'estuaire de la Clwyd. Au recensement de 2011, elle comptait 8 460 habitants.